# Трост, Шак
Якоб (Шак) Трост (нидерл. Jacob "Sjaak" Troost; род. 28 августа 1959, Пернис, Южная Голландия) — нидерландский футболист, защитник. Всю свою карьеру провёл в нидерландском клубе «Фейеноорд».

## Клубная карьера
Трост всю свою карьеру играл за «Фейеноорд», он дебютировал в чемпионате 9 апреля 1978 года, проиграв в гостях с минимальным счётом «Волендаму», он был игроком основного состава, начиная с сезона 1981/82. Он сыграл в 29 матчах в сезоне 1983/84, когда роттердамский клуб выиграл лигу после 10-летнего перерыва, в том сезоне он забил один раз, сделав вклад в победу со счётом 4:0 над «Фортуна Ситтард», тот сезон также закончился завоеванием Кубка Нидерландов.
Трост сыграл в 397 официальных матчах за «Фейеноорд», выйдя в отставку в июне 1992 года почти в 33 года. Позже он стал коммерческим директором клуба.

## Международная карьера
Трост сыграл четыре матча за сборную Нидерландов. Его дебют состоялся 9 сентября 1987 года на родном стадионе «Фейеноорд» в дружеском матче с Бельгией, который завершился безголевой ничьей (Трост сыграл все 90 минут).
Трост был взят в сборную, которая сыграла на Евро-1988 в ФРГ, однако он так и не сыграл в той победной кампании.

## Статистика

### Матчи Троста за сборную Нидерландов
| Матчи Троста за сборную Нидерландов | Матчи Троста за сборную Нидерландов | Матчи Троста за сборную Нидерландов | Матчи Троста за сборную Нидерландов | Матчи Троста за сборную Нидерландов | Матчи Троста за сборную Нидерландов |
| ----------------------------------- | ----------------------------------- | ----------------------------------- | ----------------------------------- | ----------------------------------- | ----------------------------------- |
| №                                   | Дата                                | Соперник                            | Счёт                                | Голы Троста                         | Соревнование                        |
| 1                                   | 9 сентября 1987                     | Бельгия                             | 0:0                                 | —                                   | Товарищеский матч                   |
| 2                                   | 16 декабря 1987                     | Греция                              | 3:0                                 | —                                   | Чемпионат Европы 1988 (отбор)       |
| 3                                   | 23 марта 1988                       | Англия                              | 2:2                                 | —                                   | Товарищеский матч                   |
| 4                                   | 24 мая 1988                         | Болгария                            | 1:2                                 | —                                   | Товарищеский матч                   |

Итого: 4 матча / 0 голов; 1 победа, 2 ничьи, 1 поражение.

## Достижения
- Чемпионат Нидерландов: 1983/84
- Кубок Нидерландов: 1979/80, 1983/84, 1990/91, 1991/92